# Favières (Meurthe-et-Moselle)
Favières é uma comuna francesa na região administrativa de Grande Leste, no departamento de Meurthe-et-Moselle. Estende-se por uma área de 29,5 km². Em 2010 a comuna tinha 602 habitantes (densidade: 20,4 hab./km²).